# Ален IV (герцог Бретані)
Ален IV Сміливий (*Alain Fergent, 1060/1063 —13 жовтня 1119) — герцог Бретані у 1084—1112 роках. Останній володар Бретані, що розмовляв бретонською мовою.

## Життєпис
Походив з династії Корнуай. Син бретонських правителів Гоеля II і Гавізи Бретонської. Народився між 1060 та 1063 роками у замку Шатолен. Замолоду виявив хист до військової справи. 1072 року втратив матір. У 1075—1079 роках разом з батьком придушував повстання могутніх графів Бретані. У 1077 році завдав поразки ворогам, звільнивши з полону Гоеля II. Потім разом з останнім у 1079 році домігся остаточної перемоги.
У 1084 році після смерті батька стає новим герцогом Бретані. підтвердив пільги абатству Сен-Круа в Кемперлі. Того ж року переміг Жоффруа Греноната, графа Ренна (сина герцога Алена III), який був джерелом чвар. Жоффруа Греноната запроторено до в'язниці, де той невдовзі помер. Водночас графство Ренн приєднано до герцогства Бретань.
Задля покращення стосунків з Англією та Нормандією, що правилися однією династією, 1087 року оженився на доньці короля Вільгельма I. Втім вже у 1090 році його дружина раптово померла, не народивши спадкоємця.
У 1092 роцінадав значні маєтності абатству Сен-Совер в Редоні. Водночас вирішив відійти від союзу з Нормандією, оскільки між нею та Англією почалася війна. В самій Англії вирували повстання баронів. Тому Ален IV вирішив укласти союз з традиційним суперником Нормандії — графством Анжу. Його було підкріплено шлюбом бретонського герцога та доньки анжуйського графа Фулько IV.
У 1093 році почалося повстання проти герцога на чолі із Жоффруа Ботерелем, графом Пент'євру. Втім того ж року Ален IV у битві при Долі завдав рішучої поразки повсталим, в якій загинув Жоффруа Ботерель. У 1096 року приєднався до учасників Першого хрестового походу, призначивши дружину регентшею Бретані. Його військо діяло у складі загонів під загальною орудою Роберта II, герцога Нормандії. Брав участь в облозі Нікеї у 1097 році. Повернувся на батьківщини у 1101 році.
Близько 1104 року після смерті молодшого брата Матіуса, який не залишив нащадків, герцог Бретані повернув до основних володінь графство Нантське. 1106 році виступив на боці Генріха I, короля Англії, проти Елі I, графа Менна, і Жоффруа IV, графа Анжу. Того ж року брав участь у битві під Ташбре проти Роберта II, герцога Нормандії, де відіграв одну з провідних ролей у перемозі англійських військ.
1107 року під впливом дружини підтримав реформування світського духівництва. У 1110—1112 роках надав чисельні пільги та маєтності монастирям Бретані.
У 1112 році Ален IV зрікся влади, передавши її старшого синові Конану III, а сам став ченцем у монастирі Сен-Совер в Редоні. Тут колишній герцог помер у 1119 році.

## Родина
1. Дружина — Констанція, донька Вільгельма I, короля Англії та герцога Нормандії
дітей не було
2. Дружина — Ерменгарда, донька Фулько IV, графа Анжу
Діти:
- Конан (1095—1148), герцог Бретані
- Жоффруа (д/н—1116)
- Гавіза (д/н—1118), дружина Бодуена VII, графа Фландрії

Бастард:
- Бріан ФіцКонт (д/н—1147/1149), володар Воллінгфорду та Абергейвенні